# Diskurzivní analýza
Diskurzivní analýza je metoda kvalitativního výzkumu rozpracovaná sociálním konstruktivismem. Cílem diskurzivní analýzy je pochopit význam sociální reality pro zkoumané subjekty i způsob, jakým byla vytvořena. Jedná se o obecný pojem, který označuje množství rozdílných přístupů k rozboru psaného, mluveného i znakového vyjadřování.
Společnými východisky většiny typů jsou přesvědčení, že naše vědění nemůže být vnímáno jako objektivní, že naše názory jsou kulturně a historicky podmíněné, že vědění je utvářeno i přenášeno v sociální interakci, a že naše vědění vede k určitému jednání a vylučuje jiné.
Pro pochopení diskurzivní analýzy je nutné porozumět pojmu diskurz, který má 2 základní významy. Prvním je běžné chápání diskurzu jako procesu komunikace a druhé je foucaultovské chápání diskurzu jakožto souboru pravidel pro vyjadřování daných společensko-historickým kontextem.

## Hlavní cíle
Snahou není otestovat pravdivost určité hypotézy, ale zjistit a interpretovat informace o tom, jakým způsobem subjekty pomocí jazyka utvářejí smysl a význam. Proto je na počátku vždy pouze výzkumná otázka a přesně definovaná metodologie.
Mezi hlavní cíle patří:
- Pochopení mocenských vztahů.
- Jak se takové mocenské vztahy projevují ve společnosti.
- Zkoumání běžné používaného jazyka v sociálním kontextu.[2]

## Dělení diskursivní analýzy
Vzhledem k množství ostatních rozdílů se diskurzivní analýza dělí na 3 základní typy: Diskurzivní psychologie, Kritická diskurzivní analýza a Archeologie vědění.

### Archeologie vědění
Archeologie vědění je někdy také nazývána Foucaultovská historická diskurzivní analýza, protože původcem tohoto směru je Michel Foucault. Jeho myšlenky týkající se diskurzivní analýzy můžeme najít především v dílech Zrod kliniky (1963), Slova a věci (1966) a Archeologie vědění (1969).
Hlavním předmětem zkoumání je prediskurzivní realita, tedy "prostor", ve kterém se tvoří jednotlivé výroky. Jedná se v podstatě o soubor pravidel daných společností v určité době, která omezují způsoby vyjadřování jedince. Archeologie vědění se naopak vůbec nezabývá šířením vědění a jeho společenským významem, nebo o neverbalizované praktiky přenášené napodobováním. Vytváří také mýtus Autonomního diskursu, tedy myšlenku, že ani sám subjekt diskursu nerozumí a neumí ho ovládnout. Foucault analyzuje především rozsáhlejší starší vědecké a filosofické texty, zákoníky apod. Kritikové Archeologii vědění, například Hubert Dreyfus a Paul Rabinow, vytýkají především nadměrnou abstraktnost a koncentraci na slovní sdělení. Tím je diskurs odtržen od všední reality.

### Kritická diskurzivní analýza
Kritická diskurzivní analýza není uceleným směrem, ale spíše spolek vědců s podobnými předpoklady, kteří spolu komunikují a spolupracují. Hlavní zdroj textů tohoto směru můžeme najít v časopise Discourse and Society pod vedením Teun van Dijka. Autory jsou například Norman Fairclough, Ruth Wodak a Siegfried Jäger.
Kritická diskurzivní analýza je založena na konkrétních výrocích a jejich zkoumání, má tedy mnoho společného s lingvistikou. Zabývá se použitými styly, rétorickými prvky i jazykovými prostředky. Název kritická je odvozen ze snahy nejen diskurs popsat, ale také ho hodnotit a být jednou z příčin jeho zkvalitnění, například pomocí odstraňování nerovnosti a ideologií z diskurzů. Důležitým rozdílem oproti foucaultovskému pojetí je přesvědčení, že diskurz existuje jen jako součást společnosti, nikoliv samostatně. Podobně jako Archeologie vědění se zabývají spíše "mrtvými texty".

### Diskurzivní psychologie
Diskurzivní psychologie je opět velmi nejednotný směr. Mezi nejznámější autory patří například  Derek Edwards, Jonathan Potter, Charles Antaki, Margaret Wetherell, Ludwig Wittgenstein a mnoho dalších.
Hlavní myšlenkou diskurzivní psychologie je, že subjekt používá diskurz jako prostředek, pomocí kterého účelně tvoří významy. Snahou je tedy pochopit způsob, jakým člověk takových cílů dosahuje a jak využívá vědomostí k volbě vhodného způsobu komunikace. Zabývá se také emocemi a jejich verbálním projevováním. Rozdílem oproti ostatním typům diskurzivní analýzy je tedy přesvědčení, že člověk sám tvoří sociální realitu a také snaha analyzovat samotnou interakci mezi lidmi.